# Union démocratique et socialiste de la Résistance
L'Union démocratique et socialiste de la Résistance (UDSR) est une formation politique française de la Quatrième République, fondée le 25 juin 1945 et dont les principales personnalités ont été Eugène Claudius-Petit, François Mitterrand et René Pleven, mais aussi Jacques Kosciusko-Morizet et Joseph Lanet.
Parfois classée au centre, l'UDSR est considérée par la recherche historique récente comme une authentique tentative de socialisme libéral non marxiste, comme le Parti d'action (issu du mouvement Giustizia e Libertà) à la même époque en Italie. Elle fait d'ailleurs partie des organisations fondatrices de l'Internationale libérale.

## Historique

### Origine
Engagés dans la Résistance, certaines personnalités comme Pierre Brossolette et Jean Moulin envisagent la création d'un parti unique issu de la Résistance, afin de remplacer les anciens partis politiques. Ce projet, qui avait sans doute l'accord du général de Gaulle, est abandonné à la suite de la mort de ces deux hommes, et à l'importance prise par le Parti communiste français (PCF).

### Débuts de l'UDSR (1945-1947)
Issue, comme son nom l'indique, de la Résistance et plus précisément du Mouvement de libération nationale, l'UDSR ambitionne au départ de devenir une grande force travailliste de gouvernement. Elle devait d'ailleurs initialement s'appeler Union travailliste de libération. Mais la reconstitution de la SFIO, et la mise en place du Mouvement républicain populaire comprenant une composante travailliste enterrent ses espoirs, et l'UDSR doit se contenter de jouer le rôle d'un groupe charnière au Parlement, en position d'avoir souvent un représentant au gouvernement.
Ce vaste rassemblement, composé des courants non-communistes de la Résistance, forme un cartel électoral lors des élections législatives françaises de 1945. L'UDSR obtient 31 élus qui siègent à la première Assemblée constituante dans le groupe Résistance démocratique et socialiste.
L'UDSR se transforme en parti politique dès juin 1946. Elle fusionne notamment avec le Parti démocrate (parti politique fondé à la Libération par d'anciens résistants issus du Parti démocrate populaire refusant la transformation du PDP en Mouvement républicain populaire).
En avril 1946, elle s'associe avec les radicaux et plusieurs petites organisations au sein de la coalition électorale du Rassemblement des gauches républicaines pour les élections législatives de juin 1946, novembre 1946 et de 1951.

### La présidence de René Pleven (1947-1953)
René Pleven est élu président le 26 mai 1947, mettant ainsi un terme aux institutions provisoires du parti. L'UDSR joue un rôle très important pendant la période de la Troisième Force en tant que parti charnière entre la SFIO et le MRP. 
Plusieurs personnalités sont nommées ministres et s'impliquent notamment dans les débuts de la construction européenne ainsi que pour l'inflexion libérale de la politique coloniale à partir de 1950. René Pleven, président du Conseil de juillet 1950 à mars 1951 avec François Mitterrand comme ministre de la France d'outre-mer obtiennent l'apparentement du Rassemblement démocratique africain à l'UDSR et s'attachent au sort des populations d'Afrique noire, selon Éric Duhamel. L'UDSR défend une politique de réforme pour la gouvernance coloniale, non pas dans la perspective d'une indépendance ou d'une autonomie, mais dans une forme d'association des indigènes aux gouvernements locaux, car le parti estime que le statu quo ante détournerait les populations de sa fidélité à la France
René Pleven est de nouveau chef du gouvernement d'août 1951 à janvier 1952. La fin de la Troisième Force, à cause des lois scolaires Marie et Barangé, entraîne une recomposition du paysage politique dans lequel l'UDSR perd de l'importance et devient une force d'appoint.
En 1951 également, le président Pleven apporte son soutien au mouvement anticommuniste Paix et Liberté.

### La présidence de François Mitterrand (après 1953)
Au sein du parti, une opposition interne à René Pleven est conduite par François Mitterrand (adhérent de l'UDSR depuis février 1946).
L'élection de François Mitterrand à la présidence du parti, le 23 novembre 1953, marque une inflexion à gauche et spécialise le parti dans les domaines de la construction européenne et des relations franco-africaines.
Aux élections législatives de janvier 1956, l'UDSR présente notamment deux généraux, l'ancien député (1945-1946) et général FFI Chevance-Bertin dans l'Oise et le général d'armée et compagnon de la Libération Paul Legentilhomme (membre de l’Assemblée de l’Union française sous l’étiquette UDSR de 1952 à 1958) dans la deuxième circonscription de la Seine.
L'UDSR, progressivement désertée par tous ses animateurs non-mitterrandistes, se divise lors du référendum sur la Constitution de 1958 voulu par le général de Gaulle. La victoire de la tendance « Mitterrand » défavorable à de Gaulle provoque une scission qui voit les partisans de Pleven quitter le parti. Pour l'élection présidentielle de 1958, l'UDSR fait partie de l'Union des forces démocratiques alors que la tendance Pleven forme une Union démocratique dont les députés issus des élections de 1958 adhèrent en juillet 1959, avec les élus de l'UDSR et les radicaux, au nouveau groupe parlementaire de l'Entente démocratique qui deviendra en 1962-1967 le Rassemblement démocratique auquel Pleven préfère le nouveau groupe Centre démocratique, principalement composé d'élus MRP et CNIP.
En sommeil jusqu'en 1964, l'UDSR se fond dans le Centre d'action institutionnelle, devenu ensuite Convention des institutions républicaines, l'organisation propre à François Mitterrand avant son arrivée au Parti socialiste.

## Présidents et secrétaires généraux
Présidents :
- René Pleven du 26 mai 1947 au 23 novembre 1953
- François Mitterrand du 23 novembre 1953 au 7 juin 1964 (intégration dans la CIR).

Secrétaires généraux :
- Francis Leenhardt du 8 juillet 1945 au 6 novembre 1945
- Jean-Jacques Grüber du 6 novembre 1945 au 10 juillet 1946
- Joseph-Pierre Lanet du 10 juillet 1946 au 21 octobre 1951
- Joseph Perrin du 21 octobre 1951 au 7 juin 1964.

## Affiliation aux groupes parlementaire à l'Assemblée nationale
- 1945 (sur 586 élus) : groupe Résistance démocratique et socialiste, dont 31 députés UDSR, notamment Jacques Soustelle, non réélu en 1946 et qui rejoindra le nouveau parti gaulliste l'année suivante, + 11 apparentés, dont ceux du Parti paysan d'union sociale
- juin 1946 (sur 586 élus) : groupe UDSR, 20 députés
- novembre 1946 (sur 627 élus) : groupe UDSR, 26 députés, rejoints en 1947 par le député ex-SFIO Horma Ould Babana[10], puis le 8 mai 1950 par ceux du Rassemblement démocratique africain (RDA) qui rompait ainsi avec le PCF
- 1951 (sur 625 élus) : groupe UDSR, 16 députés, plus les 3 apparentés du RDA
- 1956 (sur 593 élus) : groupe parlementaire commun unissant radicaux, UDSR et 9 RDA
- 1958 : Formation administrative des non-inscrits, puis à partir de juillet 1959 groupe parlementaire de l'Entente démocratique, rassemblant Parti radical, Parti libéral européen et divers députés de centre gauche
- 1962 : groupe parlementaire du Rassemblement démocratique, nouvelle dénomination de l'Entente démocratique